# 克里斯蒂安·潘德尔
克里斯蒂安·潘德尔（德語：Christian Pander，1983年8月28日—）是一名德國足球運動員，擔任左後衛，現時效力德甲球會漢諾威96。

## 生平
彭達出身史浩克04青訓系統，自2004年開始晉身一隊。他的足球事業一直遭受傷患困擾，曾因傷缺陣2005/06年及2009/2010年兩個球季的賽事。2011年6月19日彭達免費轉投德甲球會漢諾威96，因長期傷患的關係，僅簽訂為期一年的合約。

## 外部連結
- Schalke 04 Profile （页面存档备份，存于） （德文）
- Career stats at Fussballdaten.de （页面存档备份，存于） （德文）